# Proyecto de República de la Mesopotamia
La llamada República de la Mesopotamia fue un intento en 1845 de establecer un país nuevo segregado de la Confederación Argentina por el Imperio británico y el Imperio francés durante la llamada "intervención en el Río de la Plata" o "Guerra del Paraná" en la región geográfica denominada Mesopotamia argentina.
Posteriormente reaparece con el nombre de Estado independiente del Litoral durante las tratativas para que Justo José de Urquiza abandone a Juan Manuel de Rosas en 1851.

## Historia
Su referencia aparece en las tratativas de los unitarios argentinos y ministros ingleses y franceses. Durante esas tratativas el representante unitario Florencio Varela menciona la secesión de la Mesopotamia.
La intención de independizar y fundar la “República de la Mesopotamia”, y hacer del Paraná un río internacional de navegación libre debilitaría a la Confederación Argentina, y acentuaría la secesión de la Banda Oriental, entonces en una guerra civil entre Blancos y colorados, apoyados por federales y unitarios argentinos.
Su ubicación hubiese sido la actual Mesopotamia Argentina, con las provincias argentinas de Entre Ríos, Corrientes, y Misiones, aunque con los límites de 1845, esto es, con un indefinido borde en la actual provincia de Misiones hacia el Brasil, adentrándose en territorio en disputa. Otras fuentes consideran la posibilidad de que esa República hubiese formado parte del Paraguay, en un posible Protectorado Británico.
Otros intentos de independizar esa región aparecen con la derrota de Manuel Oribe al fin de La Guerra Grande, y por deseo del victorioso Brasil, en 1851
Durante 1851 vuelve a aparecer la posibilidad de constituir esta República Mesopotámica debido al apoyo hacia José de Urquiza, por los unitarios en Montevideo, que contaban con la aprobación del Brasil, pero no con el apoyo del Imperio Británico.
El fin de la intervención imperial, comenzada durante la Batalla de la Vuelta de Obligado y terminada por el inconveniente económico de la empresa y posteriormente, la derrota de Juan Manuel de Rosas en 1852, terminaron por desestimar la creación de este Estado Tapón, aunque esta función la ocuparían más tarde Uruguay y Paraguay.